# Репње
Репње (словен. Repnje) је насељено место у општини Водице, Средњесловенска регија, Словенија.

## Историја
До територијалне реорганизације у Словенији било је у саставу града Љубљане, односно старе општине Шишка.

## Становништво
У попису становништва из 2011. године, Репње је имало 344 становника.
| Број становника према пописима | Број становника према пописима | Број становника према пописима |
| ------------------------------ | ------------------------------ | ------------------------------ |
| 1991                           | 2002                           | 2011                           |
| 243                            | 288                            | 344                            |

Напомена: Године 2000. повећано за део насеља Поље при Водицах. Године 2013. извршена је мања размена територије између насеља Добруша и Репње. Године 2014. извршена је мања размена територија између насеља Поље при Водицах и Репње.

## Галерија
- римокатоличка црква "Свети Егидиј"
- табла на улазу
- фрањевачки манастир и школа